# كاسترون (فويوتيا)
كاسترون (Κάστρον) هي قرية في فويوتيا في مقاطعة كينتريكي إلادا في اليونان.
يبلغ عدد سكانها حوالي 727 نسمة.